# سخص‌آباد
سخص‌آباد نام روستایی است در بخش دشتابی شهرستان بوئین‌زهرا استان قزوین که جمعیتی بالغ بر 1200 نفر دارد .
شغل اهالی آن بیشتر زراعت بوده که محصولاتی چون گندم و جو و یونجه غالب محصولاتش است .
دراین روستا گاوداری به روش سنتی هم رایج است.
این روستا در مجاورت سگز آباد می‌باشد که دارای تمدن پیش از تاریخ می‌باشد